# 로스 찰찰레로스

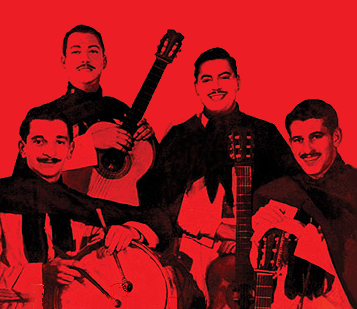
로스 찰찰레로스
(1958년)

로스 찰찰레로스(스페인어: Los Chalchaleros)는 아르헨티나의 4인조 폴크로레 그룹이다. 1948년에 살타주에 살고 있는 호안, 카를로스, 사라비아가 결성하여 신감각에 의한 폴크로레를 부르기 시작하였다. 삼바를 주제로 한 레퍼토리를 아름다운 하모니로 노래하는 그들은 1953년에 부에노스아이레스에 진출하였고 곧이어 폭발적인 인기를 획득하여 이후의 폴크로레 계에 압도적인 영향을 미쳤다.

## 같이 보기
- 아르헨티나의 음악